# 劉志斌
劉志斌（1962年—），中華民國海軍二級上將，生於臺北市，現任國防大學校長，曾任海軍司令、代理參謀總長、副參謀總長執行官、海軍副司令、海軍艦指部指揮官、蔡英文總統府侍衛長、海軍參謀長、參謀本部聯一助次、海軍艦指部參謀長、2013年擔任「慈航專案」（人道救援帛琉共和國）任務支隊長、海軍2009年敦睦支隊長、海軍124艦隊長、陳水扁總統府侍從武官、海軍康定艦長等軍職，畢業於海軍官校正1984年班（73年班）。在軍中深受前國防部長高廣圻拔擢。2016年7月1日晉升海軍中將，在2019年4月1日接任參謀本部副參謀總長執行官並晉升二級上將。2020年1月2日，2020年UH-60黑鷹直升機墜落事件，參謀總長沈一鳴上將罹難後，劉志斌上將代理參謀總長。因其曾任民主進步黨政府陳水扁的總統侍從武官及蔡英文總統的中將侍衛長，遂深受蔡英文器重，在2020年1月16日調任海軍司令，從海軍中將升至二級上將僅僅是兩年又十個月時間，速度甚快。在2020年4月18日，中華民國海軍敦睦遠航訓練支隊嚴重特殊傳染性肺炎群聚感染事件發生後自請處分。
2022年6月14日，劉志斌成為國防大學新任校長。
2022年8月，劉志斌上將傳出罹患癌症消息，病情屬早期，現正接受治療並如常辦理公務。

## 荣誉

### 中华民国勋章奖章
- 干城甲种一等奖章（2020年1月17日于台北颁授[8]）
- 三等宝鼎勋章（2022年6月16日于台北海军司令部中正堂颁授[9]）
- 二等云麾勋章（2024年5月15日于總統府頒授[10]）

## 外部連結
- 维基共享资源上的相關多媒體資源：劉志斌

| 军职           | 军职                                                         | 军职          |
| -------------- | ------------------------------------------------------------ | ------------- |
| 中華民國國防部 |                                                              |               |
| 前任： 張哲平  | 國防大學校長 · 第十三任 · 2022年6月16日－                    | 現任          |
| 海軍司令部     |                                                              |               |
| 前任： 黃曙光  | 海軍司令 第八任 2020年1月16日－2022年6月15日                 | 繼任： 梅家樹 |
| 國防部參謀本部 |                                                              |               |
| 前任： 沈一鳴  | 參謀總長 · 代理 · 2020年1月2日－2020年1月15日                | 繼任： 黃曙光 |
| 前任： 陳寶餘  | 第32任參謀本部副參謀總長執行官 2019年4月1日—2020年1月15日    | 繼任： 徐衍璞 |
| 海軍司令部     |                                                              |               |
| 前任： 蕭維民  | 海軍副司令 2018年12月1日—2019年3月31日                       | 繼任： 梅家樹 |
| 前任： 蕭維民  | 海軍艦隊指揮部指揮官 · 第九任 · 2017年12月1日—2018年11月30日 | 繼任： 李宗孝 |
| 總統府         |                                                              |               |
| 前任： 潘進隆  | 總統府侍衛長 第二十九任 2016年5月20日－2017年11月30日        | 繼任： 張 捷  |
| 海軍司令部     |                                                              |               |
| 前任： 蕭維民  | 參謀長 第九任 2016年1月1日—2016年5月19日                     | 繼任： 梅家樹 |